# Llama eterna

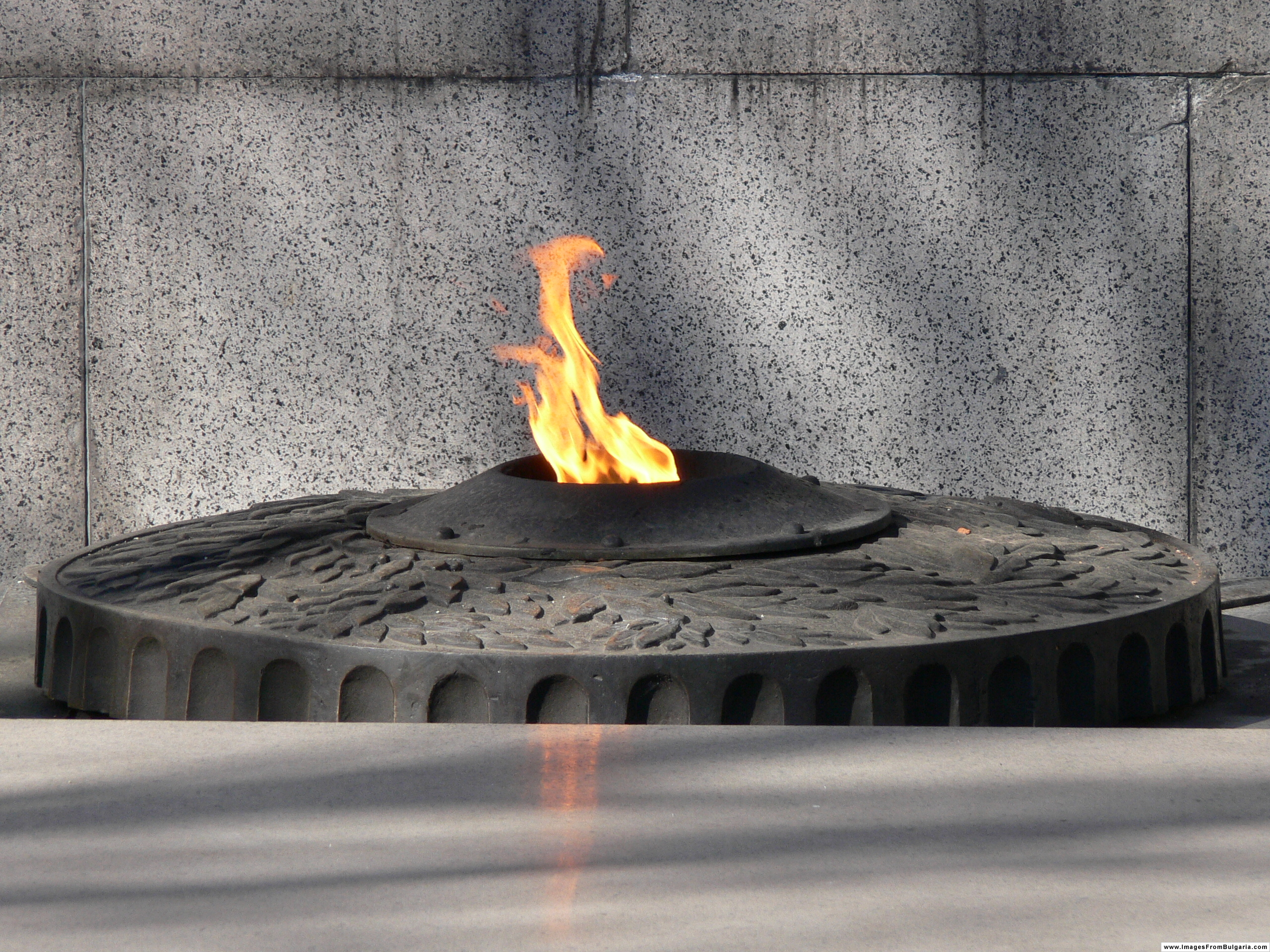
Llama eterna del monumento al soldado desconocido de Sofía, Bulgaria.

Llama permanente al monumento a los Caídos por España.

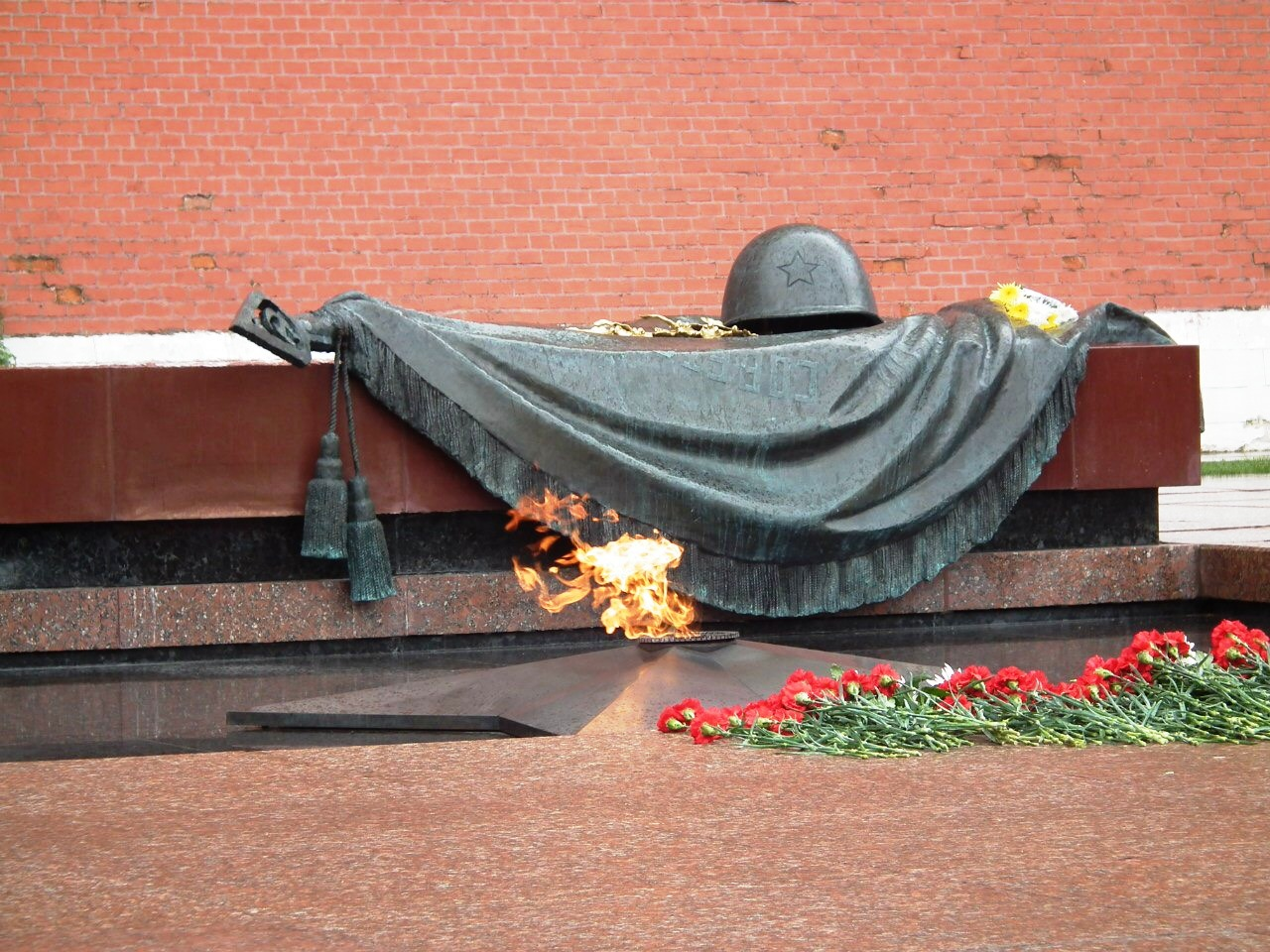
Llama eterna en la tumba del soldado desconocido, Moscú.

Una llama eterna es un fuego que arde continuamente por un período indefinido, generalmente como parte de un monumento o un sitio en el que se rinde homenaje a algo o a alguien.
El fuego eterno es una larga tradición en muchas culturas y religiones. En la tradición judía, la práctica comenzó cuando el profeta hebreo Moisés, supervisó la construcción de la menorá, un candelabro de siete brazos que ardería continuamente, original de los israelitas del Tabernáculo. El judaísmo continúa esta tradición con un ner tamid, una llama siempre encendida sobre el Arca en las sinagogas. Una llama eterna constantemente atendida por un sacerdote dedicado es también una característica de la cultura religiosa zoroástrica. De acuerdo a los relatos griegos y persas, tres grandes llamas existirían en la Persia aqueménida.
En la antigüedad las llamas eternas fueron alimentadas por madera o aceite de oliva y en la actualidad por una fuente controlada de gas propano o gas natural. Las llamas eternas son usadas frecuentemente como reconocimiento y recuerdo de personas o hechos de importancia nacional o a grupos de personas valientes y nobles conectadas a algún evento o también a un fin, como la paz mundial.
La llama eterna que conmemora a John F. Kennedy, tras su asesinato en 1963, fue la primera vez que una persona conocida a nivel individual se le dio tal gran honor. En adelante, las llamas eternas fueron elegidas con más frecuencia en todo el mundo para honrar a la pérdida de personas de gran importancia, además de los principales acontecimientos trágicos y trascendentales. Aunque vale la pena señalar que, en la tradición china de la veneración de los ancestros, siempre ha sido común mantener una llama eterna delante de una tabla espiritual en el propio altar ancestral.
También existen en la naturaleza, como productos derivados de la fuga de depósitos de gas natural a través del suelo, como el Pozo de Darvaza, en Turkmenistán. Fenómenos similares, tales como los incendios de turba y la combustión latente de carbón también puede grabar durante décadas o siglos.